# 다이쇼구
다이쇼구(일본어: 大正区 다이쇼쿠[*])는 일본 오사카부 오사카시를 구성하는 24개 구 중 하나이다.

## 지리
다이쇼구는 한때 요도강 수계와 야마토강 수계에 의해 옮겨진 토사에 의해 생긴 오사카만의 삼각주의 하나이며 운하에 의해 3개로 나뉘어 있다.
북쪽을 정점으로 남쪽의 길이는 약 2.8km, 남북의 길이가 약 4km인 삼각형의 형태를 하고 있다. 동쪽과 남쪽에는 기즈강, 서쪽에는 이와사키 운하, 시리나시가강이 흐르고 서단은 오사카만과 접하고 있다. 구내에는 인공 항만인 다이쇼 내항이 있고 기즈강으로부터 나뉜 기즈가와 운하가 있다. 북단에 서일본 여객철도와 오사카 메트로의 다이쇼역이 있다. 또 남북의 번화가에 다이쇼 도로, 동서로 국도 43호선이 통과한다.

## 역사
다이쇼구 지역은 1897년에 오사카시에 편입되었고 처음에는 니시구에 속했다. 이후 1925년 니시구에서 미나토구로 구명이 변경되었고 1932년에 미나토구에서 분구되어 다이쇼구가 성립했다.

## 교통

### 철도
- 서일본 여객철도
  - 오사카 순환선
    - (← 미나토구 벤텐초역) - 다이쇼역 - (나니와구 아시하라바시역 →)

- 오사카 메트로
  - 나가호리쓰루미료쿠치선
    - 다이쇼역 - (니시구 도무마에치요자키역 →)

### 도로
- 한신 고속도로
- 국도 제43호선